# Neoregostoma luridum
Neoregostoma luridum là một loài bọ cánh cứng trong họ Cerambycidae.